# Éditions Tawhid
Les Éditions Tawhid (unicité), ou Tawhid Sodelim ou Sodelim Tawhid, sont une maison d'édition française créée en 1990. 
Fondée par l'Union des jeunes musulmans et actuellement dirigée par Yamin Makri, elle fait partie des 27 éditeurs du groupe Religion du Syndicat national de l'édition. 

## Histoire
La maison d’édition Tawhid est née dans le sillage de l’Union des jeunes musulmans. Elle a su, d'après le professeur de théologie Michel Younès, proposer une alternative aux ouvrages centrés surtout sur la mystique ou la sociologie en proposant à un public musulman francophones des livres qui traitent des fondamentaux de la foi et de la pratique islamique. Michel Younès souligne la priorité donnée au Coran et à la Sunna dans la formation du musulman, et d'autre part la vision plutôt classique et conservatrice des ouvrages publiés,,. À titre d'exemple, Tawhîd a voulu publier en 2005 un recueil de fatwas incluant une défense du « droit » à la polygamie. À la suite de l'opposition de l'Union des organisations islamiques de France, ce recueil faisant polémique n'a pas été diffusé.
La maison compte des auteurs intégristes de la mouvance des frères musulmans, tels que Tariq Ramadan et son frère Hani Ramadan.
Caroline Fourest soutient en 2004 qu'il s'agit d'une « maison d'édition islamiste liée au frères musulmans. »
En 2004, le journaliste de l'humanité, Marc Blachère analyse la diffusion de discours de culture de haine anti-juive, de racisme et d'antisémitisme.
Selon Mathilde Lambert, les éditions Tawhid sont des « éditions islamistes et principaux promoteurs de Frères musulmans voire de propagandistes du Hamas en France. »
Depuis 2007, Jacques Arnould note la présence de thèses et d'ouvrages en faveur du créationnisme dans ces éditions.
En 2018, lors de l'emprisonnement de Tariq Ramadan, « Hani Radaman, frère sulfureux de Tariq, et Yamin Makri, directeur des éditions Tawhid à Lyon, sont même allés jusqu’à s’en prendre aux deux plaignantes en criant au complot « sioniste ». »

## Auteurs publiés
Parmi les auteurs de son catalogue, on retrouve notamment :
Sigrid Hunke (1913-1982), Youssouf Islam (1948-....), Hani Ramadan (1959-....), Asma Lamrabet (1961-....), Tariq Ramadan (1962-....), Hassan Iquioussen (1964-....), Malika Dif.

## Collections
Les principales collections  des Éditions Tawhid sont :
- La bibliothèque des enfants musulmans (1993)
- Guide pratique des parents musulmans(2002)
- Poche (2002)
- Questions contemporaines (2002)
- Rencontre avec l'Islam (2002)
- Islam aventure (2004)
- Raconte moi... (2004)
- Petites histoires du Coran et du prophète
- J'apprends ma religion et les noms de Dieu
- Allah sait quand...
- Sami apprend à dire...
- Ma petite mosquée
- P'tit Muslim
- Petits mots de l'Islam

## Les Éditions Tawhid en chiffres
- 149 imprimés, 186 enregistrements sonores et 83 enregistrements vidéo publiés au 18 février 2019[16]
- Chiffres d'affaires (en 2015) : 1 million € (2015)[1]